# 谢尔·贝克曼
谢尔·贝克曼（瑞典語：Kjell Bäckman，1934年2月21日—2019年1月9日），瑞典男子速度滑冰运动员。他曾代表瑞典参加1960年冬季奥林匹克运动会速度滑冰比赛，获得男子10000米铜牌。